# Thiếu Lâm tam thập lục phòng
Thiếu Lâm tam thập lục phòng (少林三十六房, tiếng Anh: The 36th Chamber of Shaolin, Phòng thứ 36 của Thiếu Lâm) là một bộ phim võ thuật Hồng Kông của đạo diễn Lưu Gia Lương công chiếu lần đầu năm 1978. Bộ phim nói về quá trình khổ luyện của thiền sư Tam Đức (Lưu Gia Huy thủ vai) tại Thiếu Lâm tự để trở thành cao thủ võ thuật và sau đó đứng ra thành lập phòng thứ 36 của Thiếu Lâm tự, nơi đón nhận các đệ tử tục gia tới tập luyện. Đây được coi là một bộ phim võ thuật tiêu biểu của hãng Thiệu Thị nhờ kịch bản độc đáo cùng các pha võ thuật chân thực và sáng tạo. Thiếu Lâm tam thập lục phòng đánh dấu bước ngoặt sự nghiệp của Lưu Gia Lương đồng thời là một trong những tác phẩm xuất sắc nhất của ông. Sau thành công của Thiếu Lâm tam thập lục phòng, Lưu Gia Lương tiếp tục đạo diễn hai phần tiếp theo của bộ phim là Thiếu Lâm đáp bằng đại sư và Phích lịch thập kiệt.

## Nội dung
Sơn Đức là một học sinh người Hán con của một ông chủ buôn bán cá. Chứng kiến cảnh quan lại Mãn Châu chèn ép người Hán, Sơn Đức quyết định giúp thầy giáo của mình liên lạc với Trịnh Thành Công để phản Thanh phục Minh. Tuy nhiên kế hoạch của thầy trò bị bại lộ, cả gia đình và bạn học của Sơn Đức bị giết chết, chỉ có mình anh trốn được lên Thiếu Lâm tự với hy vọng sẽ học được công phu của chùa để trở về báo thù. Tại Thiếu Lâm tự, Sơn Đức phải trải qua quá trình khổ luyện gian nan trong 35 phòng Thiếu Lâm, mỗi phòng tập trung vào một kĩ năng riêng như phòng thứ nhất tập cho võ sinh sự thăng bằng, phòng khác tập về quyền cước. Chỉ trong vòng 5 năm Sơn Đức đã trải qua tất cả các phòng và được phương trượng chùa Thiếu Lâm cho đứng ra phụ trách một phòng tùy chọn. Tuy nhiên để có được vị trí này Sơn Đức phải thắng trong cuộc đấu với một sư thúc sử dụng song đao cực kì điêu luyện. Cuối cùng Sơn Đức đã nghĩ ra được cách thắng sư thúc, đó là sử dụng một loại vũ khí mới không có trong mười tám loại vũ khí cơ bản, đó là côn tam khúc.

## Đánh giá
Thiếu Lâm tam thập lục phòng được coi là một trong những bộ phim xuất sắc nhất của thể loại phim võ thuật và có ảnh hưởng lớn tới các bộ phim võ thuật Hồng Kông ra đời sau nó. Tác phẩm này đồng thời cũng đưa Lưu Gia Huy lên vị thế của một ngôi sao hàng đầu của thể loại phim võ thuật.